# گمینا زاکژوو (استان کویافسکو-پومورسکی)
گمینا زاکژوو (استان کویافسکو-پومورسکی) (به لهستانی:  Gmina Zakrzewo) یک گمینا در لهستان است که در شهرستان آلکساندروف واقع شده‌است. گمینا زاکژوو ۷۶٫۰۸ کیلومتر مربع مساحت و ۳٬۶۶۱ نفر جمعیت دارد.